# Orio Mastropiero

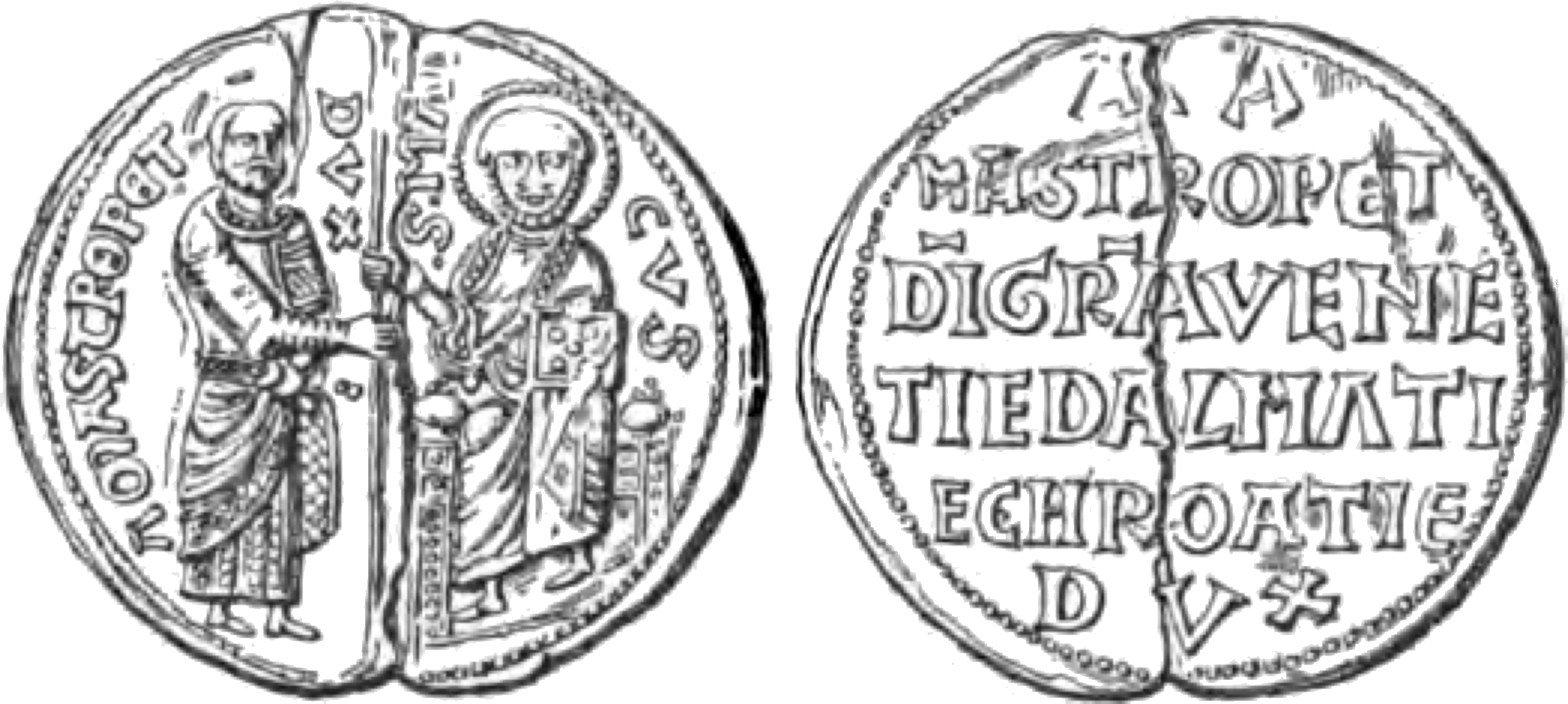
Darstellung des Dogen und des hl. Markus auf dem Siegel (bolla) des Dogen Orio Mastropiero. Die Umschrift lautet: „MASTROPET DVX / D(e)I GRA(tia) VENE / TIE DALMATI / E CHROATIE / DVX“, ediert in der Rivista Italiana di Numismatica von 1890, bzw. bei Nicolò Papadopoli: Le monete di Venezia. Dalle origini a Cristoforo Moro, Ongania, 1893, S. 79

Orio Mastropiero (* 1. Viertel 12. Jahrhundert in Venedig; † 1192 ebenda), auch Aureus, bzw. Malipiero, war nach der Tradition, wie die staatlich gesteuerte Historiographie Venedigs oftmals genannt wurde, der 40. Doge von Venedig. Er regierte von seiner Wahl am 17. April 1178 bis zu seiner Abdankung am 1. Juni 1192.
Orio Mastropiero, der zu den reichsten Venezianern seiner Zeit zählte, hatte die Stadt vor seiner Wahl durch Kredite unterstützt. Er war iudex und Gesandter an den Höfen von Konstantinopel und Palermo. Auch war er 1177 bei den Verhandlungen, die in den Frieden von Venedig mündeten, wohl als Berater zwischen Papst Alexander III. und dem römisch-deutschen Kaiser Friedrich Barbarossa sowie den Abgesandten der lombardischen Kommunen und des süditalienischen Normannenreiches tätig. Mastropiero war schon nach der Ermordung des Dogen Vitale Michiel II. im Jahr 1172 als Nachfolger vorgeschlagen worden, doch hatte er die Wahl wegen seines noch jugendlichen Alters abgelehnt und seinerseits den siebzigjährigen Sebastiano Ziani vorgeschlagen.
Als Doge setzte er die gegen Byzanz gerichtete Politik fort. Er versuchte dort die Wiederherstellung der Handelsprivilegien und die Kompensation für die von Kaiser Manuel I. angeordneten Verhaftungen und Konfiskationen von 1171 zu erlangen, verbündete sich dazu sogar mit den Normannen, wenn auch ohne Erfolg; der markante Wechsel der venezianischen Politik zeigte sich, als die Normannen 1185 erneut versuchten, das Kaiserreich zu erobern, denn Venedig intervenierte, im Gegensatz zu früheren Gelegenheiten, zum ersten Mal nicht zugunsten des Kaiserreichs. Selbst eine der wichtigsten Leitlinien venezianischer Politik, die Haupthandelsstraße der Adria dadurch zu sichern, dass kein Herrscher beide Seiten des Meeresarmes beherrschte, wurde zurückgestellt. Die Kämpfe mit Ungarn um Dalmatien und Istrien blieben ebenfalls angesichts der Vorbereitungen zum dritten Kreuzzug stecken.
Innenpolitisch ging der Einfluss der iudices, die sich auf das Rechtsgebiet konzentrieren mussten, zurück, während der Kleine Rat aus den sechs Vertretern der sechs stadtvenezianischen Bezirke zum Machtkern avancierte. Damit wurde einerseits die Macht des Dogen weiter eingeschränkt und zugleich gelang es, die Konflikte zwischen den vorherrschenden Familien zu entschärfen. Andererseits hatte 1172 Sebastiano Ziani damit begonnen, der Volksversammlung das Recht der Dogenwahl zu entziehen.

## Herkunft und Familie, wirtschaftlicher und sozialer Aufstieg,iudex(bis 1178)
1147 erscheint Orio zum ersten Mal in den Quellen, als er sich, wohl in Geschäften, in Konstantinopel aufhielt. Zwischen 1158 und 1175 bekleidete er mehrfach das Amt des iudex. Gemeinsam mit Sebastiano Ziani, dem späteren Dogen, reiste er 1170 zu komplizierten Verhandlungen an den Hof nach Konstantinopel, der Hauptstadt des Byzantinischen Reiches.
Nach dem Chronicon Iustiniani (Venetiarum historia…) des 14. Jahrhunderts, gehörten die Mastropiero zu den tribunizischen Familien; demnach stammten sie aus Altinum. Der Name taucht erstmals im Jahr 971 auf, dann jedoch erst wieder 1101 in einem Notariatsakt eines gewissen „Marcus Magistro Petro“. In diversen Dokumenten unterzeichnete Orio Mastropiero als „Magistropetro“, bevor er zum Dogen gewählt wurde. Daher wird angenommen, dass die Familie auf einen maestro Piero zurückgeht, der wahrscheinlich nichtaristokratischer Abstammung war. Nach dem Genealogen Girolamo Alessandro Cappellari Vivaro hieß sein Vater Leonardo, doch lässt sich diese Behauptung durch nichts erhärten. Häufig wird das Haus der Mastropiero mit dem der Malipiero verwechselt, doch konnte Vittorio Lazzarini erweisen, dass es sich um zwei getrennte Familien gehandelt haben muss. In der Wahl von 1178, die nach dem Tod seines Vorgängers Sebastiano Ziani erfolgte, befanden sich unter den vier Elektoren des Großen Rates nämlich ein Niccolò Mastropetro und ein Leonardo Maripero. Wären die beiden Männer Mitglieder einer gemeinsamen Familie gewesen, so hätte dies dem Wahlmodus widersprochen, der vorsah, dass nur jeweils ein Mitglied einer Familie Mitglied in der Wählergruppe sein durfte.
Nach Marin Sanudo starb mit Orio die Familie der Mastropiero aus, doch hatte er mindestens zwei Söhne. Diese waren Marco, Conte von Arbe um 1205, und Marino, Gesandter beim byzantinischen Kaiser Alexios III. im Jahr 1197. Marino gehörte darüber hinaus zu den vierzig Elektoren des Dogen Pietro Ziani vom 5. August 1205. Wahrscheinlich hatte er auch eine Tochter namens Angela, die Giovanni Venier heiratete. Marino wiederum heiratete noch zu Lebzeiten seines Vaters Lamia Baseggio, Tochter des Giovanni Baseggio, die gemeinsam einen Tommaso als Sohn hatten. Unklar ist das Verhältnis zum besagten Niccolò Mastropetro, Elektor von 1178 und 1184 Prokurator von S. Marco. Das Gleiche gilt für einen Giovanni Mastropiero, der Mitte des 12. Jahrhunderts in einigen Handelsdokumenten erscheint.
Wie sich anhand von Urkunden belegen lässt, hielt sich Orio Mastropiero vielfach in Konstantinopel auf, denn im Handel mit der byzantinischen Metropole hatte seine Familie ihr Vermögen erworben. Dieser Reichtum gestattete es Orio, der Kommune 1164 mit einer Anleihe von 1150 Mark Silber auszuhelfen, für die ihm elf Jahre lang die Renditen aus dem Rialtomarkt zustanden.
Mindestens acht Familienmitglieder zählten zu den tribunizischen Familien, den „case vecchie“, die sich weder in Vermögen, noch Lebensstil oder politischen Interessen allzu sehr von den „case nuove“ unterschieden, zu denen wohl die Mastropiero zählten, auch wenn die dem Chronicon Iustiniani angehängte Liste sie zu den alten Familien zählt.
Orios Teilnahme am politischen Leben ist vor allem durch seine Tätigkeit als iudex belegt, so in den Jahren 1158, dann 1163 bis 1164 sowie 1173 und 1175. Bevor das Consilium minus oder der Minor Consiglio geschaffen wurde, der Kleine Rat, waren diese iudices nicht nur in Rechtsangelegenheiten tätig, wie der Name nahelegt, sondern sie standen im unmittelbaren Umkreis des Dogen auf höchster politischer Ebene und beschränkten darüber hinaus die persönliche Macht des Dogen. Dabei genossen sie die Vorrechte des Dogen gleichfalls.
Als sich 1170 der Konflikt mit Byzanz zuspitzte, und auch der römisch-deutsche Kaiser in schweren Auseinandersetzungen mit den lombardischen Städten stand, die von Venedig unterstützt wurden, geriet der Fernhandel schwer unter Druck. In dieser Situation reiste Orio Mastropiero als Gesandter, zusammen mit Sebastiano Ziani, an den Hof in Konstantinopel zu Kaiser Manuel I. Die Unterhändler sollten versuchen, zu einer friedlichen Lösung des Konflikts zu kommen, was den ökonomischen Interessen der Großen entsprach, der Grandi. Dies lag jedoch in Konflikt mit der Linie des Dogen, der bereit war, gewaltsam gegen Byzanz vorzugehen.
Schon 1167 hatte dieser Doge, Vitale Michiel, den venezianischen Händlern die Fahrt nach Konstantinopel untersagt, um den Kaiser unter Druck zu setzen, der sich in den Augen Venedigs feindlich verhalten hatte. Infolgedessen erschien 1170 eine Delegation des Kaisers in Venedig, die die Wiederaufnahme der Beziehungen zu erreichen suchte. Der Doge gestattete daraufhin die Wiederaufnahme des Handels, doch ließ der Kaiser völlig überraschend am 12. März 1171 sämtliche der angeblich 10.000 Venezianer in seinem Reich verhaften und ihren Besitz konfiszieren. Während die byzantinischen Quellen die Ursache in der Arroganz und dem Hochmut der Venezianer sehen, wodurch aus dem anfänglichen Wohlwollen des Kaisers entschiedene Feindschaft wurde, betonen die venezianischen Quellen die Feindseligkeit und die Gier des Kaisers, sich in den Besitz der Venezianer zu bringen. Eine Rolle dürfte auch das zwiespältige Handeln gespielt haben, das Venedig im Kampf gegen die Normannen zu spielen begann, wo die Stadt bis dahin eindeutig Position zugunsten von Byzanz bezogen hatte, und geradezu zu dessen Schutzherrin geworden war. So hatte das Scheitern der diplomatischen Mission überaus gravierende Folgen. Der Versuch Venedigs, den Streit mit Hilfe seiner Flotte gewaltsam zu entscheiden, endete in einer Katastrophe, die der Doge 1172 mit dem Leben bezahlte.
Infolgedessen wuchs der Einfluss der iudices enorm, zu denen auch Sebastiano Ziani zählte. Die Dogen bis Enrico Dandolo wurden wiederum von Elektoren gewählt, die selbst iudices waren. Sie setzten auch eine Verfassungsänderung durch, nach der nicht mehr das Volk den Dogen wählte, sondern eine Gruppe von elf Elektoren. Der Versammlung des Volkes, dem concio, blieb dabei nur noch die Akklamation des Kandidaten. Nach Marin Sanudo, der sich zu Recht auf Andrea Dandolos Chronik beruft, sollte Orio Mastropiero der erste sein, der nach diesem System gewählt wurde, doch lehnte er die Wahl ab, indem er sich für zu jung erklärte.

## Gesandter im Königreich Sizilien, Wahl zum Dogen

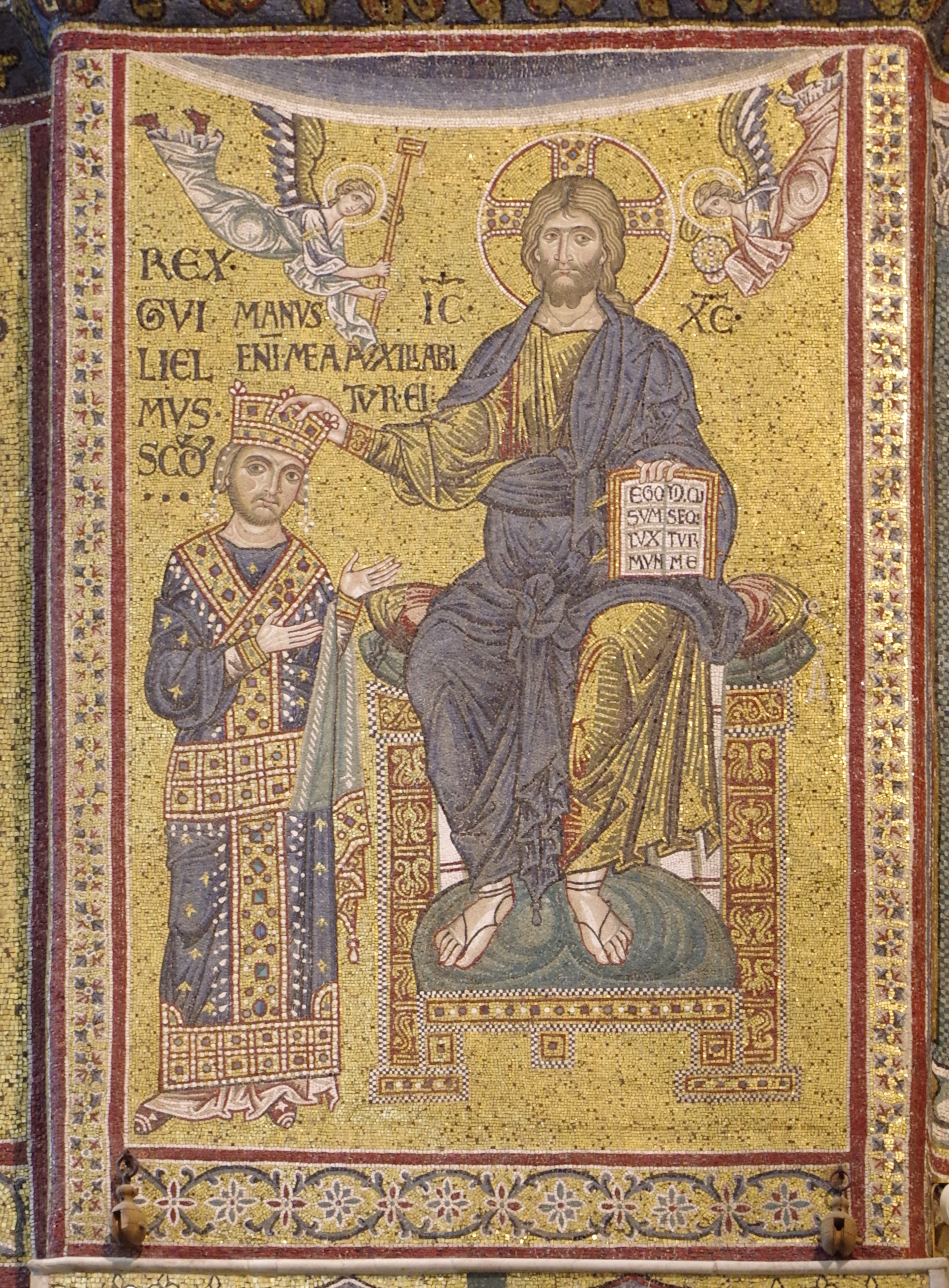
Christus krönt Wilhelm II. von Sizilien, Monreale, Palermo, um 1200

1175 wurde er als Gesandter zu Wilhelm II. von Sizilien, dem Normannenkönig aus dem Hause Hauteville, geschickt. Er sollte die Möglichkeit eines Bündnisses eruieren sowie eines Handelsvertrages. Der Vertrag, den die Unterhändler erzielten, bedrohte, zumal Venedig 1177 einen Friedensschluss zwischen Papst Alexander III. und Kaiser Friedrich Barbarossa vermitteln konnte, das Byzantinische Reich. In der Markuskirche waren bei diesem feierlichen Anlass auch Gesandte Wilhelms anwesend, nämlich Romuald von Salerno und Roger von Andria, sowie die Vertreter der lombardischen Kommunen, deren Streitmacht ein Jahr zuvor der Kaiser unterlegen war. Romuald wurde einer der wichtigsten Chronisten dieser Vorgänge.
Der Rücktritt des Dogen Sebastiano Ziani im Jahr 1178 gab Anlass, das einfache Wahlverfahren zu ändern. So entstand eine Elektorengruppe von 40, später 41 Männern, darunter auch Nichtadlige, die von einem Kollegium aus vier Elektoren gewählt wurden. Jeder der Vierzig musste dabei mindestens drei der vier Stimmen auf sich vereinen. Die Wahl der vierzig Männer fiel am 17. April 1178 auf Orio Mastropiero, von dem Martino da Canale schrieb, er sei „sage et piu et mult religieus“ (,klug und fromm und sehr religiös').

## Das Dogenamt
Als erster Doge wurde er nach dem unter seinem Vorgänger geänderten Wahlverfahren von 40 Wahlmännern bestimmt. Auch entstand unter ihm das sechsköpfige minor consiglio, der Kleine Rat. Dabei repräsentierte jedes Mitglied eines der Sestieri, in die die Stadt eingeteilt worden war. Der Consiglio war mit Exekutivrechten ausgestattet. Daneben gab es noch den Consiglio dei savi, den Rat der Weisen, mit Befugnissen der Gesetzgebung. Gegen Ende des 12. Jahrhunderts setzte also einerseits der Prozess einer kontinuierlichen Entmachtung des Dogen ein, der mit dem Niedergang der Republik eine reine Repräsentationsfigur war. Andererseits begann sich die besondere Struktur des Staatswesens herauszubilden, mit seiner Vielzahl von Gremien, Behörden, Ämtern und Kontrollinstanzen, durch die der Adel, aber auch weite Teile der Bürgerschaft, in die Verantwortung eingebunden und gleichzeitig überwacht wurden.
Nach der Cronica per extensum des späteren Dogen Andrea Dandolo, aber auch nach der Venetiarum historia, war eine der ersten bedeutenden Maßnahmen des neuen Dogen die Einrichtung der iudices Comunis, die erstmals 1179 in Dokumenten auftauchen. Sie waren für die Urteilsfindung bei Streitigkeiten zwischen den Bürgern und der Kommune verantwortlich. Aus dieser Einrichtung gingen im 13. Jahrhundert die iudices forinsecorum hervor. Doch könnte die Einrichtung auch bereits auf seinen Vorgänger zurückgehen. Unbestritten ist jedenfalls, dass Orio Mastropiero die Promissione del maleficio herausbrachte, eine Sammlung von Strafnormen, in denen formal eine gewisse Anerkennung der Rechte der Kommune gegenüber dem traditionell stärkeren Dogat spürbar ist.

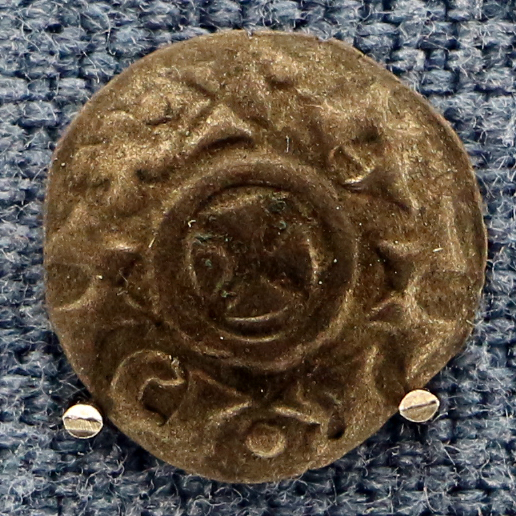
Ein Denar, eine Silbermünze, aus der Zeit des Dogen Orio Mastropiero

Unter Orio Mastropiero setzte sich die Abwertung des umlaufenden Münzgeldes fort. Von Sebastiano Ziani bis zu Enrico Dandolo prägte Venedig kleine, extrem dünne und leichte Denare mit einem Durchmesser zwischen 5 und 11 mm und einer Dicke von etwa 0,5 mm, die nur etwa 0,41 g wogen. Der Silberanteil lag bei ca. 25 %. Die Abwertung des Denars sollte unter Enrico Dandolo am stärksten sein.
Außenpolitisch kam die Republik während seiner gesamten Regierungszeit an vielen Fronten in Bedrängnis. 1180 war der byzantinische Kaiser Manuel gestorben. Er hatte nach der Verhaftung aller Venezianer in Konstantinopel und dem nachfolgenden Seekrieg Jahre lang die Verhandlungen zur Kompensation hinausgezögert. Doch wurde mit Venedig ein von den Byzantinern als erniedrigend empfundener Vertrag über Schadensersatz unterzeichnet, durch den die venezianischen Verluste kompensiert werden sollten, die aber nie bezahlt wurden. 1183 kam es zu einer vertraglichen Regelung, nach der die letzten gefangenen Venezianer freigelassen wurden. Folgt man der Venetiarum historia erhielt der Doge bei dieser Gelegenheit den Titel eines protosebastos. Nach dem Tod des erst sechzehnjährigen Thronfolgers, hatte Andronikos 1183 die Macht an sich gerissen. Das folgende Massaker an den italienischen Kaufleuten, von denen nur wenige überlebten, wurde von ihm geduldet. Alle Niederlassungen (fondachi) wurden zerstört und die Waren beschlagnahmt. Doch Venedigs Kaufleute waren, da sie noch nicht wieder zugelassen waren, kaum betroffen.
Zur gleichen Zeit unternahm der ungarische König Bela III. einen Feldzug nach Istrien und Dalmatien. Zara schloss sich dem König an und andere Städte folgten. Nach Dandolos Cronica per extensum wurde 1183, nach der Venetiarum historia 1186 eine Flotte ausgerüstet, der es jedoch nur gelang, wenige Städte zurückzuerobern. Unter diesen waren Traù sowie Pago und einige andere der kleineren Inseln. Zara widerstand jedoch lange der Belagerung durch die Venezianer, so dass man auf eine bessere Gelegenheit zur Eroberung warten wollte. Im Vorfeld des Dritten Kreuzzuges kam es 1188 zu einem zwei Jahre gültigen Vertrag.
Entlastet wurde die Republik durch den Feldzug des Normannenkönigs Wilhelm II. gegen Byzanz, bei dem er von Venedig unterstützt wurde. 1185 starb Andronikos, und sein Nachfolger Isaak II. nahm zwei Jahre später wieder Verhandlungen mit den Venezianern auf. Venedig wurde schließlich mit einer großen Summe entschädigt und erhielt erneut Handelsprivilegien. Der von dem Gesandten und späteren Dogen Enrico Dandolo ausgehandelte Kompromiss, mit dem man in Venedig unzufrieden war, wurde schließlich doch akzeptiert.

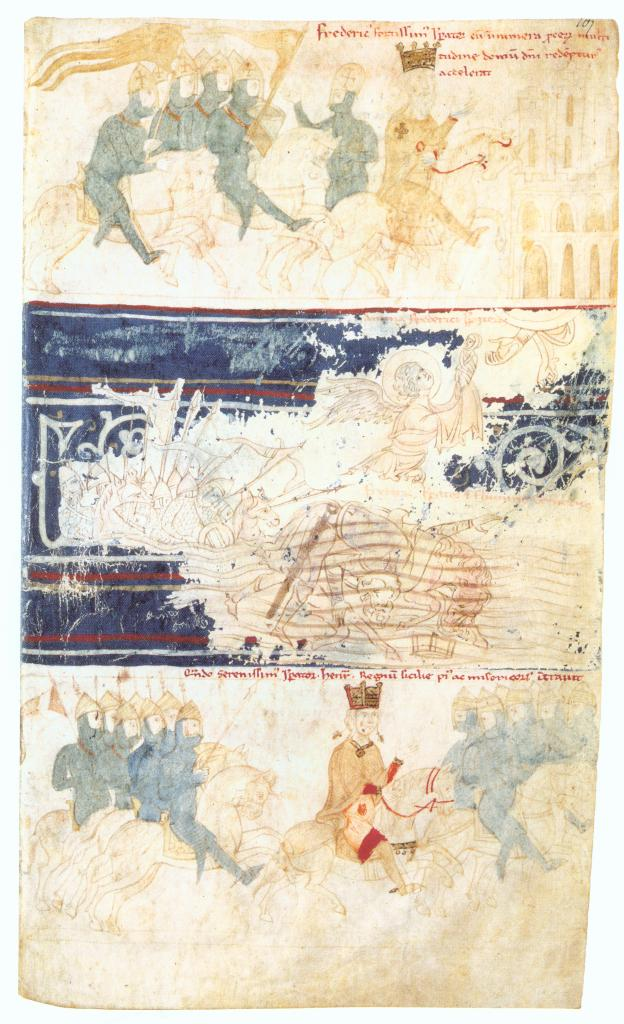
Oben: Aufbruch Barbarossas als Kreuzzugsführer, kenntlich gemacht durch Krone und Kreuz auf seinem Mantel. Mitte: Barbarossa ertrinkt im Saleph, als er vom Pferd stürzt; die Seele des Kaisers trägt ein Engel als gepucktes Kind in den Himmel, wo es der Hand Gottes übergeben wird. Unten: Barbarossas Sohn Heinrich beim Einzug in das Königreich Sizilien. Liber ad honorem Augusti des Petrus de Ebulo (entstanden zwischen 1194 und 1197), Bern, Burgerbibliothek, Codex 120. II, fol. 107r

Die Kreuzfahrerstaaten um 1190

Neue Probleme ergaben sich zum einen im Heiligen Land mit der Eroberung Jerusalems durch Sultan Salah ad-Din, der im Westen als Saladin bekannt wurde. Dessen Sieg in der Schlacht bei Hattin im Jahr 1187 löste in Europa den Dritten Kreuzzug aus, an dem Friedrich Barbarossa, Philipp II. von Frankreich und Richard Löwenherz von England teilnahmen. Venedig sah seine Herrschaft über die Adria bedroht, die es plötzlich nicht nur gegen Piraten, sondern auch gegen die Konkurrenten Pisa und Genua zu verteidigen hatte. Barbarossa ertrank 1190 und Orio Mastropiero erlebte das Ende der Nachfolgestreitigkeiten im Normannenreich nicht mehr. Nach ihm entstand durch Barbarossas Sohn Heinrich VI. und dessen Ehe mit der Erbin des Normannenreiches Konstanze von Sizilien ab 1194 binnen weniger Jahre eine für Venedig bedrohliche Konstellation. Durch die neue Machtballung und die umfassenden Expansionsbestrebungen schien es den Venezianern angeraten, mit Byzanz zu einer Annäherung zu kommen. Die Expansionsbestrebungen des Doppelreiches endeten erst mit dem überraschenden Tod Heinrichs im September 1197.
Während der Herrschaft Orio Mastropieros ging der Einfluss der iudices zurück, die sich zunehmend auf ihre engeren, juristischen Aufgaben reduziert sahen. Hingegen begann der Aufstieg des Minor Consiglio, des Kleinen Rates, und die komplexer werdende Architektur der kommunalen Magistrate entfaltete sich. Bezeichnend ist nicht nur die Tatsache, dass die Annahme eines Amtes der Kommune bereits ab 1185 obligatorisch werden sollte – eine Wahl durfte also nicht mehr abgelehnt werden –, sondern, dass unter den Unterzeichnern nur die sechs consiliatores des Dogen erscheinen, jedoch kein einziger iudex mehr.
Orio Mastropiero dankte 1192 in vergleichsweise hohem Alter ab und zog sich in das Kloster Santa Croce zurück, wo er wenig später starb. Sein Grab ist nicht erhalten.
Von seinen Urkunden sind mindestens elf im Original erhalten.

## Rezeption

### Ab dem Spätmittelalter

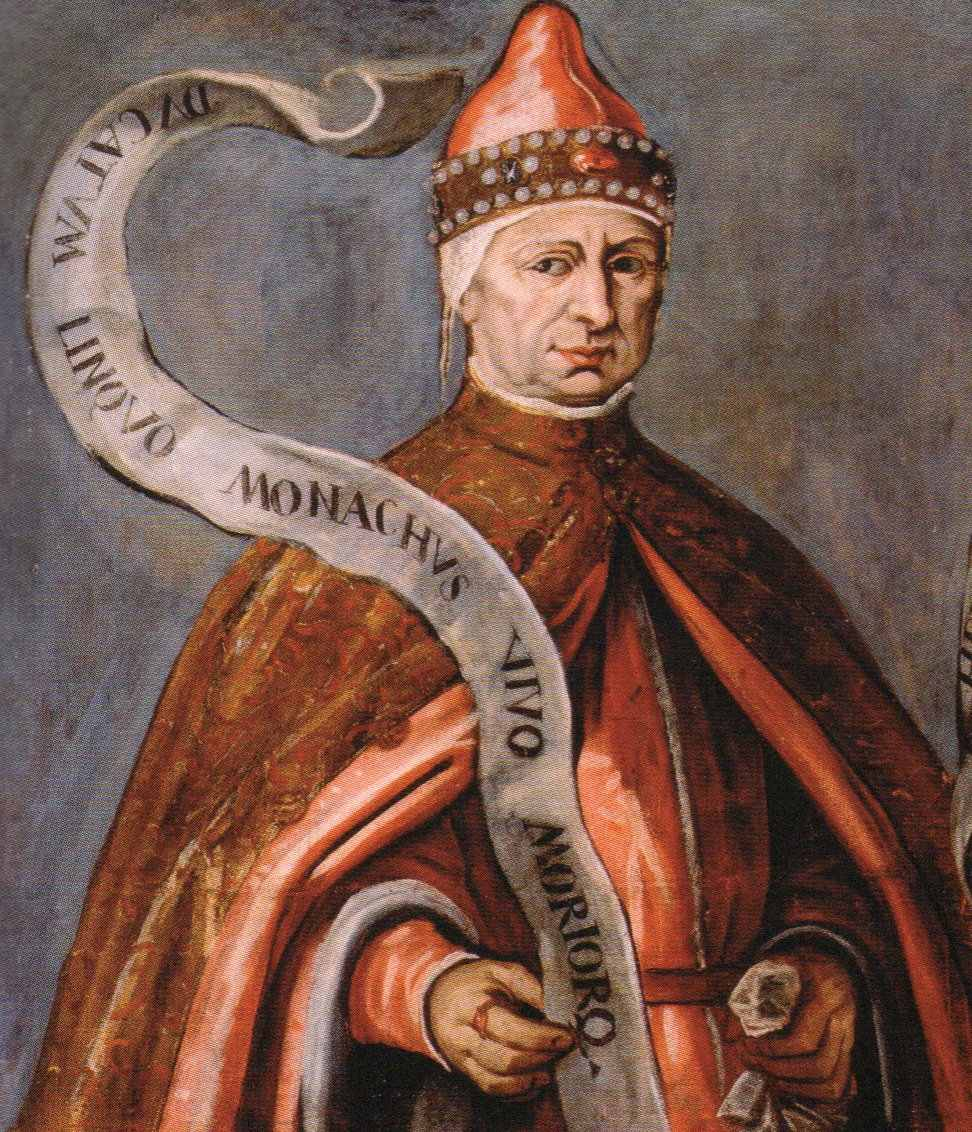
Domenico Tintoretto: Darstellung des Dogen im Dogenpalast, die in einem Spruchband seine Verdienste hervorhebt. Das Bildnis ist eines der 38 Doppel-Dogenporträts im Saal des Großen Rates.

Die Cronica di Venexia detta di Enrico Dandolo aus dem späten 14. Jahrhundert, die älteste volkssprachliche Chronik Venedigs, stellt die Vorgänge ebenso wie Andrea Dandolo auf einer in dieser Zeit längst geläufigen, weitgehend von den Dogen beherrschten Ebene dar – sie bilden sogar das zeitliche Gerüst für die gesamte Chronik. Entsprechend der Verfassungsänderung unter seinem Vorgänger Sebastiano Ziani, wurde Orio Mastropiero durch eine Wahl erhoben, „per election … fu helevado“, und erst danach „per tucto el p<o>volo confermado“, also vom ganzen Volk bestätigt. Nach dem Chronisten rebellierte Zara zum vierten Mal und lehnte sich dabei an den König von Ungarn an. Daher reagierte der Doge, indem er eine Streitmacht („grande exercito“) aussandte, die Stadt zu belagern. Doch war sie beständig mit Lebensmitteln versorgt, so dass die Eroberung während der gesamten Amtsdauer des Dogen nicht gelang. Daran schließt der Chronist an, „el soldam de Babellognia nomado Saladin“ – gemeint ist Saladin, Sultan von Ägypten zwischen 1171 und 1193, seit 1174 auch Herr in Syrien – habe „Ierusalem und Acre“ und viele andere Städte erobert, nicht ohne überaus großen Schaden („grandissimo danpno“) für die ganze Christenheit „in persone et haver“. Auch seien aus Konstantinopel die Reliquien des hl. Stephan von einigen Mönchen geraubt („furtevelmente el corpo de sen Stephano fu tolto et dacto a Venesia“) und nach Venedig ins Kloster San Giorgio gebracht worden. Von den Dogen wurde fortan verlangt, dass sie dorthin gingen, um den Heiligen „al vespro, overo mesa“  zu verehren. Aurio Mastropiero ließ angeblich Münzen prägen, die ‚aus Liebe zu ihm‘ „Aurelli“ genannt wurden. Tatsächlich, so die spätere Forschung, wurden diese nur als bloße Rechenmünzen eingesetzt, existierten also nie physisch. Nach vierzehnjähriger Herrschaft zog sich der Doge ins Kloster Santa Croce zurück. Schließlich berichtet der Autor noch vom Ertrinken Barbarossas, dem prophezeit worden sei, er werde im Wasser sterben. Seine Armee zerstreute sich, von den Teilnehmern des Kreuzzugs – ein Begriff, der zu dieser Zeit noch unbekannt war – kamen nur wenige zurück in ihre „contrade“.
Pietro Marcello meinte 1502 in seinem später ins Volgare unter dem Titel Vite de'prencipi di Vinegia übersetzten Werk, „Orio Malipiero“, der „Doge XXXIX.“, habe als erstes einen zehnjährigen Frieden mit Pisa geschlossen und dieses dem Bündnis mit Ancona entzogen. Auch erwähnt er die vierte Rebellion der Zaresen, behauptet aber, das ganze Umland und die Inseln seien an Venedig gefallen. Wegen des Kreuzzugs schloss man einen zweijährigen Frieden ab und rüstete eine große Flotte aus, die, begleitet von Pisanern („accompagnata co'Pisani“), nach „Soria“ fuhr. Bei ihm ertrank Barbarossa, weil er sich im Fluss waschen wollte. Die besagte Belagerung von „Tolemaide“ wurde selbst fortgesetzt, als Saladin versuchte, den Belagerungsring zu sprengen. Dazu setzte er vergebens sogar ein Schiff ein, „piena di serpenti“, angefüllt mit Schlangen also. Seine Armee wurde in die Flucht geschlagen. Der Doge wurde im neunten Jahr oder „(come dicono alcuni)“ im vierzehnten Jahr seiner Herrschaft Mönch und starb „in Santa Croce“ (S. 86).
Nach der Chronik des Gian Giacomo Caroldo, den Historie venete dal principio della città fino all’anno 1382, wurden „Messer Aurio Mastropiero und Messer Aurio Aurio“ als Gesandte zu König Wilhelm von Sizilien geschickt. Kurz vor seinem Tod verfügte Sebastiano Ziani noch eine Veränderung des Wahlsystems für seinen Nachfolger. Demnach sollten „quattro di loro primarij patricij“, also vier der herausragenden Patrizier, „XL degni Cittadini non sospetti“ wählen, die wiederum den Dogen unter dem Eid, eine „elettione sincera et lealmente“ vorzunehmen, wählen sollten (S. 155). Tatsächlich wurden auf diesem Wege die 40 Dogenwähler bestimmt, die drei Tage nach dem Tod seines Vorgängers Orio Mastropiero wählten, einen „huomo prudente, catholico, amator de buoni, persecutore de vitij et a poveri molto benefico“. In der Markuskirche wurde ihm „lo stendardo“ übergeben und der Eid abgenommen. Kaum auf dem Dogenstuhl ließ er das Interdikt gegen all diejenigen veröffentlichen, die Waffen, Eisen oder Holz zum Schiffbau an die „Infideli“ zum Schaden der Christen lieferten. Nach dem Tod Kaiser Manuels und dem Mord an Alexios durch Andronikos ließ letzterer die seit 1171 gefangenen Venezianer frei. Er wollte damit die Hilfe der Venezianer gewinnen, wie der Autor meint. Auch versprach er, das konfiszierte Eigentum zurückzugeben („promettendo reintegrarli delli beni tolti“). Ausführlich schildert der Autor daraufhin, dass Zara nicht mehr die Unterstellung unter den Patriarchen von Grado akzeptierte, und sich stattdessen, trotz päpstlichen Eingreifens, König Bela von Ungarn unterstellte. Dieser ließ daraufhin die Stadt mit Lebensmitteln, Munition ausstatten und die Mauern verstärken. Der venezianische „fisco era all’hora molto debole et povero“, bedingt durch die Kriege. Viele Prälaten, nobili und cittidini erklärten sich bereit, dem Staat Geld zu leihen, wofür sie „per loro sicurtà“ die Einnahmen aus den „botteghe et statij di Rialto et il datio del Quarantesimo“ erhielten, also die Einnahmen aus den Läden und Ständen von Rialto und aus einem verbreiteten Zoll als Sicherheiten erhielten. Da man ins Heilige Land wollte, ließen sich die kämpfenden Parteien herbei, einen zweijährigen Waffenstillstand abzuschließen. Lucius III. räumte dem Patriarchen Enrico Dandolo die üblichen Immunitäten ein, aber auch die Suprematie über den Erzbischof von Ragusa, heute Dubrovnik („esser primate sopra l’Arcivescovo di Ragusi“). Der Patriarch von Grado starb jedoch nach 50 Jahren Amtszeit, gefolgt von „Gioanni Signolo“. Der Doge setzte Männer ein, „da giudicare le cause fra il fisco et special persone et quelle per giustitia terminare“, eine Art Streitschlichter oder Richter für Streitfälle zwischen dem staatlichen Fiskus und nicht näher spezifizierten Personen, die, so der Autor, manchen als erste „Avogadori di Comun“ galten. – Noch immer war man mit den Pisanern im Krieg, doch als diese sich bereiterklärten, Ancona nicht länger zu unterstützen, kam man zu einem zehnjährigen Friedensschluss, wobei alle aus den Gefängnissen beider Seiten freigelassen wurden. Derweil war es in Konstantinopel zu einem erneuten Umsturz gekommen. Der gestürzte Andronikos wurde verstümmelt – „fece tagliar la mano et cavar un’occhio“ – und auf einem Kamel zur Schau gestellt. Der Doge schickte drei Gesandte („Ambassatori“) nach Konstantinopel, nämlich „Messer Pietro Michiel, Messer Ottavian Querini et Messer Gioanni Michiel“, um die Wiederherstellung der alten Immunitäten und Privilegien, die Freilassung der letzten Gefangenen und die Wiedergutmachung zu erreichen. Dies ließ sich zwar in einen Vertrag bringen, doch bei der Rückgabefrage „fù loro data dilatione et promissione, senza effetto veruno“, wurden sie also mit Hinhalten und Versprechungen ohne jeden Effekt abgespeist. Erst eine zweite Gesandtschaft erreichte hierin mehr. – Inzwischen wurde der letzte König von Jerusalem vertrieben und Saladin eroberte das ganze Land außer „Tripoli, Tiro et Antiochia“ (S. 159). Daraufhin zogen Kreuzfahrer unter „Federico Imperatore“ durch „Ungeria, Bulgaria, Macedonia et Thracia“, besiegten den „Soldano d’Iconio“ zwischen Nicea und Bithynien, und kamen nach Armenien, wo der Kaiser, als er sich bei der großen Hitze erfrischen wollte, in einem Fluss ertrank. Als Vorzeichen galten dem Verfasser „tre Lune co l’segno della Croce in mezo di ciascuna; furono etiandio veduti molti Soli et a mezo giorno il Sole oscurarsi“, also drei Monde mit je einem Kreuz mittendrin, dann viele Sonnen und eine Sonne, die sich mittags verdunkelte. Der Doge ließ bei Todesstrafe und Verlust ihres Eigentums alle venezianischen Händler nach Hause rufen, um eine Flotte aufzulegen. Derweil zog der König von Frankreich nach Messina, um dort zu überwintern und auf den König von England zu warten. Pisaner und Venezianer belagerten gemeinsam „Acri“, auch wenn Saladin nicht weit war, dann fuhr der englische König nach Zypern. Doch diese Insel wollte den Kriegszug nicht unterstützen, so dass er sie dem Kaiser wegnahm und den Templern unterstellte. Nach zwei Jahren, im 14. Jahr des Dogen, konnte die Stadt erobert werden. Der König von Frankreich und der Sohn Kaiser Friedrichs kehrten zurück. – Eine Gesandtschaft, bestehend aus „Henrico Dandolo“ und Pietro Foscarini wurde zu den „Consuli di Ferrara“ geschickt. Sie erreichten ein Abkommen, das zur Einsetzung von Richtern in Handelsangelegenheiten führte. Unmittelbar daran anschließend berichtet der Autor der Chronik vom Rückzug des Dogen ins Kloster und von seinem Tod „non molto dopò“.

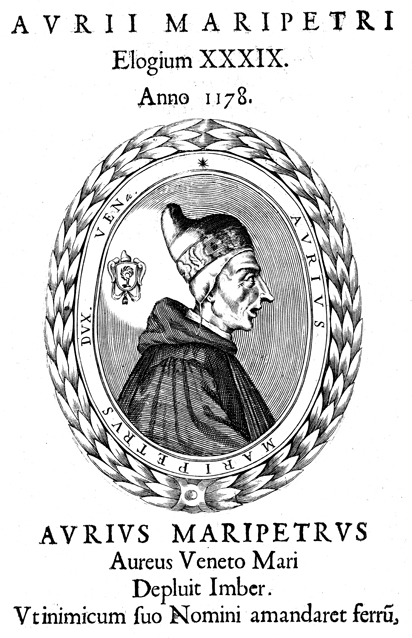
Leone Matina: Phantasieporträt des Dogen in der wohl ersten gedruckten Porträtserie aller bis dahin anerkannten Dogen, dem Ducalis regiae lararium von 1659

Der Frankfurter Jurist Heinrich Kellner, der im neuen Dogen „Orius Malapier“ den 39. Dogen sieht, meint in seiner 1574 erschienenen Chronica das ist Warhaffte eigentliche vnd kurtze Beschreibung, aller Hertzogen zu Venedig Leben, er „bekam das Herzogthumb/im jar 1178“. Dabei wird im Folgenden die gedrängte Chronologie immer unhaltbarer: „Im anfang seiner Regierung ward ein Anstandt gemacht mit den von Pisa“, wodurch deren Bündnis „mit den Anconitanern“ ein Ende fand, „welche zuvor das Venedisch Meer sehr verunruhigten“. Wie schon bei Marcello folgt im Kanon der Schilderungen, dass „zu derselbigen zeit“ Zara „zum vierdten mal von Venedigern“ abgefallen sei. „Derhalben wardt eylends etlich Kriegßvolck und ein Armada wider sie außgeschickt in Dalmatien/ unnd ward Zara belägert“. Es „ergaben sich den Venedigern“ zwar die umliegenden Orte und Inseln, doch Zara, „dieweil sie vom König wol besetzt war/hielt sich ein zeitlang auff.“ Weil Saladin jedoch Jerusalem erobert hatte, und dieses von „andern Potentaten aber und Fürsten der Christenheit“ zurückerobert werden sollte, „ist ein Anstand gemacht worden/zwey jar lang/mit Bela dem Könige auß Ungarn/auff anhalten deß Bapsts.“ Damit die Venezianer „in einem solchen Göttlichen Christlichen fürnehmen auch nicht die letzten weren / so ist ein grosse Armada/das ist/ein grosse anzal Schiff außgerüstet worden.“ Mit den Pisanern fuhren sie „in Sirien“. Bei Kellner ist Barbarossa ertrunken, weil er „sich in einem Wasser baden wolte“. König „Philip“, „Reichart König in Engelland“ sowie die anderen Kreuzfahrer „kamen etwas langsamer dann die Venediger und Pisaner“. Erst als sie „das gantz Heer hetten zusammen bracht / griffen sie mit aller gewalt die Statt Ptolemaide an“. Dann jedoch setzt Kellner fort, als seien erst „durch ankunfft der zweyer Könige“ die Belagerer ausreichend gestärkt worden, die zuvor unter „Hunger und Theuwrung“ gelitten hatten. Saladin suchte die Seeschlacht, schickte jedoch zunächst „eine gantze Naven mit Schlangen entgegen“, doch sank das Schiff und seine Flotte wurde „in die flucht geschlagen“. Darauf ergab sich auch „Ptolemais“. „Den Venedigern ward alles wider eyngeräumpt/so sie zuvor durch Krieg daherumb erobert unnd inngehabt hatten.“ Auch Kellner ist unsicher, ob der Doge „im neundten/oder (wie etliche wöllen) viertzehenden jar seines Herzogthumbs ein Mönch ward“. Er starb jedenfalls im „Kloster zum Heyligen Creutz“.

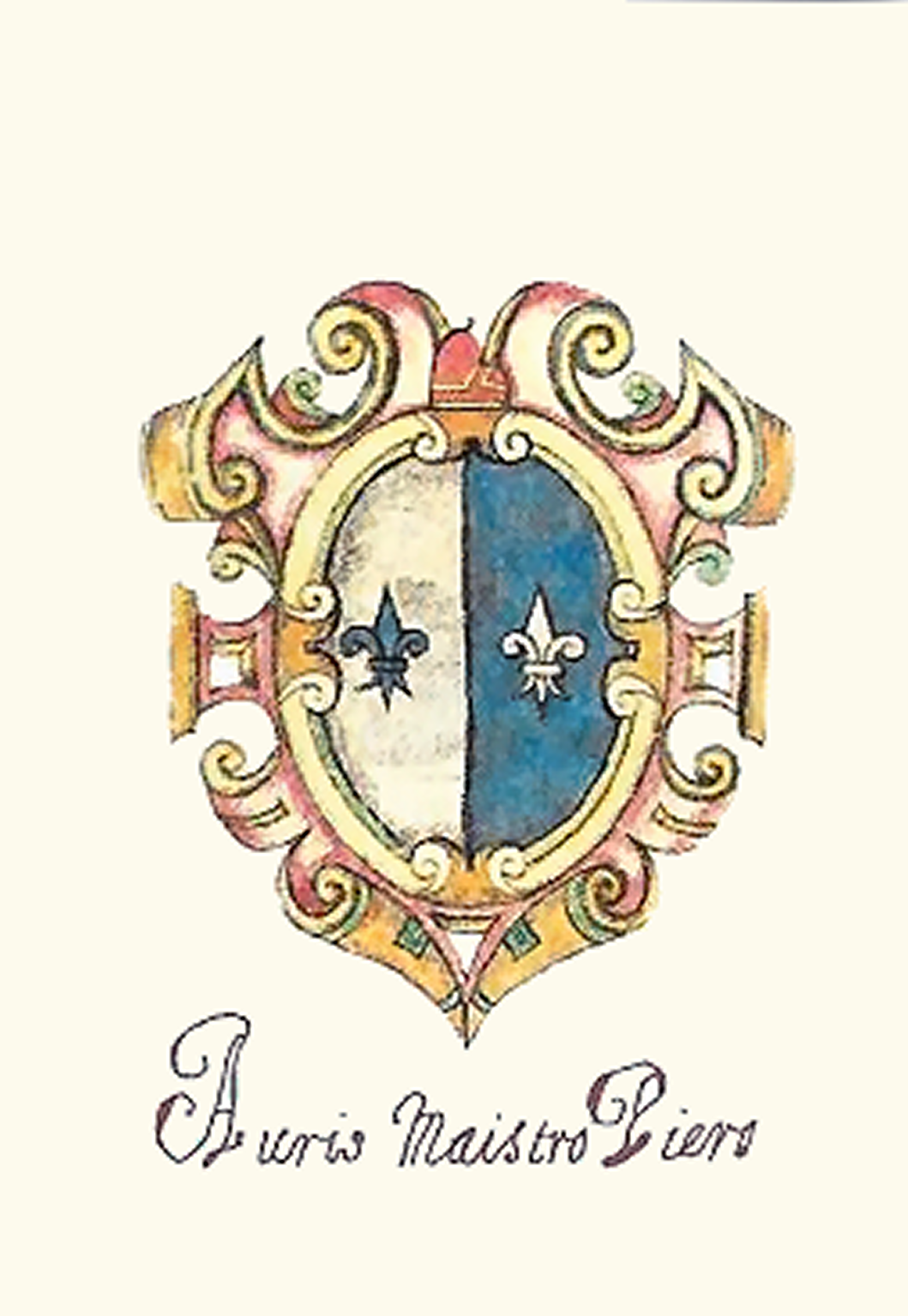
Wappen des „Aurio Maistro Piero“ nach den Vorstellungen des frühen 17. Jahrhunderts

Francesco Sansovino zählt in seinem Opus Venetia città nobilissima et singolare von 1581 gleichfalls Mastropiero als 39. Dogen, der am 19. April nach dem besagten Wahlverfahren gewählt wurde. Zu seiner Wahl griff das veränderte Wahlverfahren, wobei hier jeder der vier ersten Patrizier jeweils zehn Wähler bestimmte, die dann, analog zur Papstwahl, eingesperrt wurden, in diesem Falle am 15. April (S. 179v). „Orio Mastropetro“ wurde drei (sic!) Tage nach dem Tod Sebastiano Zianis „publicato Principe, & accettato lietamente dall vniuersale“. ‚Einige sagen‘, so Sansovino, „che allora furono nominate dal Consiglio 6. persone, cioè una per Sestiero (essendo la città divisa in 6.parti o Sestieri)& fu statuito che questi insieme col Doge, governassero lo Stato“. Demnach wurden vom Rat sechs Männer bestimmt, jeweils einer je Sestieri, also der Sechstel, in die die Stadt aufgeteilt war, und diese sollten zusammen mit dem Dogen den Staat regieren. Unter Mastropiero wurden die in Byzanz gefangenen venezianischen Händler durch Kaiser Andronikos freigelassen. Auch wurde der Vertrag mit Bela erneuert, auch mit Ferrara kam man zu einem Abkommen („Si composero anco le cose con la città di Ferrara“). ‚Wegen der Angelegenheiten von Grado folgte die vierte Rebellion von Zara‘, berichtet der Autor lakonisch. – In seinem Werk Delle Cose Notabili Della Città Di Venetia, Libri II. meint derselbe Autor „Orio Malipiero , ò Mastropetro“ sei als erster von den Vierzig gewählt worden. „Fece l'impresa di Zara, che si era ribellata di nuovo. Riprese Tolomaida, havendo armata all'acquisto di terra Santa. E superato il Saladino, si fece Frate“ fasst er äußerst die Ereignisse um Zara, Acri und Saladin knapp zusammen, um noch seinen Rückzug als Mönch zu nennen.
In der Übersetzung von Alessandro Maria Vianolis Historia Veneta, die 1686 in Nürnberg unter dem Titel Der Venetianischen Hertzogen Leben / Regierung, und Absterben / Von dem Ersten Paulutio Anafesto an / biss auf den itzt-regierenden Marcum Antonium Justiniani erschien, zählt der Autor, abweichend von Marcello, Kellner und Sansovino, die ihn als 39. Dogen führen, „Aurius Maripetrus, Der 40. Hertzog“. Auch Vianoli kennt fast nur die außenpolitische Seite der Herrschaft des Orio Mastropiero, nämlich die Vorgänge um Zara und den Dritten Kreuzzug – wobei er hier keinerlei ursächliche Zusammenhänge zu erkennen gibt: Gleich zu Anfang „seiner Regierung / [musste] die Republic dergleichen herb- und sauere Verdrießlichkeiten schmecken und kosten; sintemalen die Stadt Zara nunmehro von neuem ist von den Venetianern abtrünnig worden: indeme sie den Dominicum Contarini, der dieselbe damaln so wol als die gantze umliegende Gegend im Namen der Herrschaft / als ein Graff/ gouverniret / von sich verstossen/ und sich dem Hungarischen König unterworffen hatte“. Die Venezianer waren „bestürtzet“ und „obwolen die allgemeine Cassa damalen gantz erschöpfft gewesen / ein jeglicher Einwohner von freyen Stücken seine allerbeste Sachen darzu getragen“ um eine Flotte aufzulegen (S. 242). Bei Vianoli scheiterte die Belagerung an der großen ungarischen Besatzung in der Stadt, nicht angesichts der Kreuzzugsvorbereitungen, die Venezianer gaben nicht Geld, sondern „Sachen“, aber er nennt auch mit Domenico Contarini den „Grafen“ namentlich. Nach ihm wollte der Papst sogar nach Venedig reisen, um den Kreuzzug voranzutreiben. Da die Stadt bei dem Vorhaben nicht die letzte sein wollte, verband man sich mit den Pisanern, und brachte so 50 Schiffe zusammen (S. 244), auch dies eine originelle Angabe. Saladin versuchte das besagte Schlangenschiff gegen ihre Flotte in Stellung zu bringen, „damit ihr Heer wegen eines so abentheuer- und grausamen Ansehens in Forcht und Schrecken gerathen solte“. Als dies misslang, und das Schiff im Hafen versank, fiel die belagerte Stadt. „Damaln bemächtigte sich auch Reichard / König in Engelland / wider jedermanns Vermuthen“ des Königreichs Zypern. Demnach war er von einem Sturm dorthin getrieben worden, und, als ihm „Isaac Coraneno, der damaln die Insel beherrschete“, den Zugang verweigerte, die Insel besetzte, schließlich sich selbst zu ihrem König machte. Nach dem Verfasser ging der Doge in dieser Zeit ins Kloster, wo er noch zwei Jahre lebte; wobei die Wahl seines Nachfolgers nach der „Renuncirung des Orii, im 1192. Jahr“ stattfand (S. 247). Schließlich greift er das Motiv vom Diebstahl der Reliquien des hl. Stephan in Konstantinopel wieder auf.
Für Jacob von Sandrart wurde 1181 in seinem Opus Kurtze und vermehrte Beschreibung Von Dem Ursprung / Aufnehmen / Gebiete / und Regierung der Weltberühmten Republick Venedig „zum (XXXIX.)Herzog erwehlet Aureus Malipetra sonst Mastopetrus oder Orio Malipetro genannt“. Sandrart nennt das Bündnis mit Pisa, ohne dessen Zielrichtung zu bestimmen, dann folgt die Eroberung von Zara, das „wieder abgefallen war“ (S. 38). „Er schickte auch eine Schiffs-Flotte in Syrien / welche mit Beyhülffe anderer vornehmer Fürsten und Herren die Flotte des Saladini in die Flucht jagte / und die verlohrne Stadt Ptolemais wieder übermeisterte“. Dabei weicht Sandrart nicht nur bei den Herrschaftsdaten und der Frage der vergeblichen oder erfolgreichen Belagerung von Zara von den bis dahin schreibenden Chronisten ab, sondern er nennt weder Barbarossa, noch die Könige Englands und Frankreichs als Kreuzzugsführer. Darüber hinaus sieht er die Ursache des Rückzugs des Dogen aus dem Amt darin, dass „dieses alles geschahe mit Hülffe der Schatzungen/so er dem Volck auflegte“. Er wurde demnach „darüber so verhaßt / daß er im 11. Jahre seiner Regierung von sich selbst in ein Kloster gieng“ (S. 39).

### Anfänge der Kritischen Geschichtsschreibung bis zum Ende der Republik Venedig (1797)

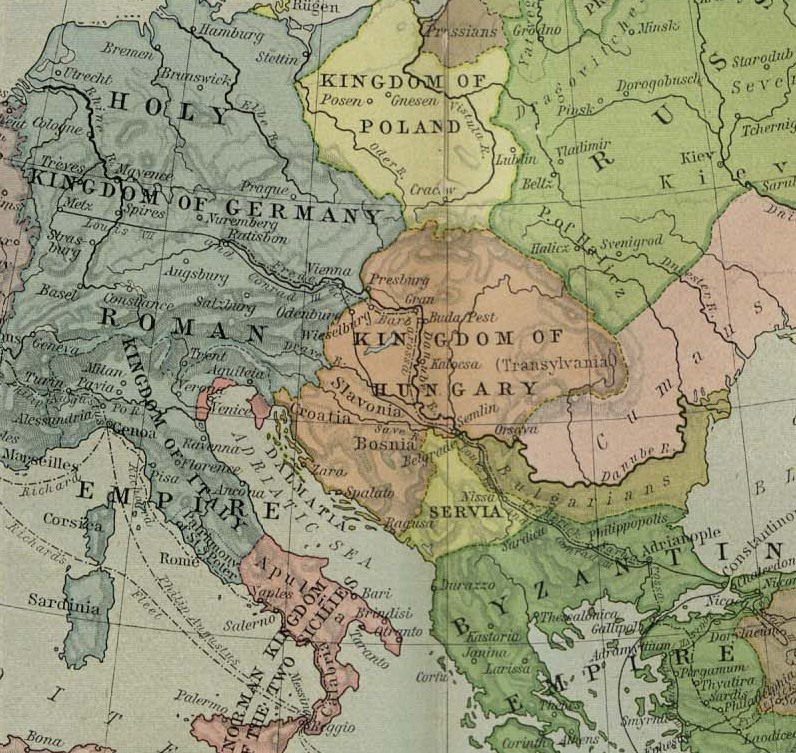
Karte mit den venezianischen Nachbarn um 1190

Johann Friedrich LeBret publizierte 1769 bis 1777 seine vierbändige Staatsgeschichte der Republik Venedig, worin er im 1769 erschienenen ersten Band „Orio Malipiero“ als 40. Dogen zählt. „So bald man sah, daß sich das Ende des großen Dogen Sebastian Zian herannäherte, so kamen die vierhundert und achtzig Repräsentanten des Volkes oder der große Rath zusammen“. Doch hatte sich Ziani „durch Auswerfung großer Geldsummen die Zuneigung desselben erkaufen“ müssen. Daher wurde das Wahlverfahren so geändert, dass „vier der weisesten Bürger“ vereidigt wurden und diese 40 „Wahlherren“ bestimmten. Dieses Wahlverfahren wurde erst 1229 erneut geändert (S. 381). In einer Fußnote bemerkt LeBret, dass Dandolo die vierzig Männer nur auflistet, „um die venetianischen Familien kennen zu lernen“. Zugute kam Orio Mastropiero, dass er bedeutende Gesandtschaften geführt, und vor allem, dass er die Wahl schon einmal ausgeschlagen hatte. Doch bevorzugte er eher die Ruhe: „Man kannte seine Stille, doch man hielt sie für Klugheit“. – „Immanuel Komnenus war indessen mit Tode abgegangen“, ihm folgte sein minderjähriger Sohn Alexios. Als dieser von Andronikos gestürzt wurde, profitierten die Venezianer überraschend davon, dass sich der neue Kaiser zu weitgehenden Konzessionen verstand. So „öffnete der Bischof den Venetianern die Häven seines Reiches wieder“ – er ließ ihre „Kaufleute“ wieder frei –, sie handelten einen Vergleich aus, der eine Wiedergutmachung von 15.000 Mark Gold vorsah. „Hierdurch machten sie die griechischen Kaiser bey ihrer innern Schwäche fast ganz zinsbar.“ – LeBret sieht den Konflikt um Zara als Folge der Politik Manuels, denn Venedig, geschwächt von der Pest und durch Byzanz, von Genua und Pisa, erschien den Dalmatiern schwach, so dass sie sich an Ungarn anlehnten. Als ein neuer Bischof eingesetzt wurde, zwang ihn die Bürgerschaft, die Unterwerfung unter den Patriarchen von Grado abzulehnen. Schriftlich setzte er den Papst davon in Kenntnis, doch dieser forderte ihn auf, sich binnen drei Monaten zu unterwerfen. Infolgedessen übergaben die Zaresen ihre Stadt Bela von Ungarn, der schon Spalato beherrschte. Nach LeBret fehlten den Venezianern noch die nötigen Mittel, um eine Flotte auszurüsten. Sie wandten sich zunächst an den neuen Papst Lucius III., der ihre Rechte bestätigte. Zunächst jedoch sprengten sie das Bündnis zwischen Pisa und Ancona, „wodurch Ancona so geschwächt wurde, daß es von sich selbst nachgeben mußte, und den Venetianern die freye und ruhige Schifffahrt auf der adriatischen See gestattete. Pisa behielt seinen alten Groll, und wollte sich niemals zu einem Frieden verstehen.“ – Nach LeBret musste Venedig zunächst einmal seine Staatseinnahmen erhöhen, wodurch ihm ein Brückenschlag zwischen Außen- und Innenpolitik gelingt. Im Inneren sorgte man für Ausgleich durch den Rat der XL, die er „Oberappellationsräthe“ nennt, einen letztinstanzlichen Gerichtshof, in dem der Doge nur noch formal den Vorstand innehatte (worin LeBret eine weitere Einschränkung seiner Macht sieht), und der auch den Einfluss des Kleinen Rates verminderte. Dann wurde gegen Verpfändung des „vierzigsten Pfennigs der Straße von Rialto“ (S. 384 f.), einer Marktabgabe der Händler, die Rückzahlung einer freiwilligen Anleihe finanziert. „Das hierüber errichtete Instrument ist unter andern von vier Avogadoren unterschrieben; und dieses ist die erste Urkunde, wo ihrer gedacht wird.“  Diese „Fiscalrichter“ hatten nicht nur die Aufgabe, bei Streitigkeiten zwischen Staatsorganen und Bürgern zu schlichten, sondern auch, unrechtmäßige Güteraneignung vor die entsprechenden Magistrate zu bringen und „die Schuldner der öffentlichen Casse zur Bezahlung anzuhalten.“ „Ihre Macht stieg bis an das Ende des dreyzehenten Jahrhunderts beständig.“ – „Nach solchen innern Verbesserungen des Staates fieng man an, auf die Eroberung von Zara ernstlich zu gedenken.“ Nachdem Zara die Unterwerfung unter Venedig, ebenso wie die seines Bischofs unter den Patriarchen „dreiste“ abgelehnt hatte, begann Venedig die Belagerung der Stadt, die jedoch bald wieder aufgehoben werden musste; LeBret begründet dies damit, „sie gieng so unglücklich von Statten, daß die Venetianer nach einem ansehnlichen Verluste die Belagerung aufheben mußten“ (S. 387). Auch die Eroberung der benachbarten Städte und Inseln war nur von kurzer Dauer, denn nach seiner Rückkehr musste der Doge hören, „daß diese Oerter, und fast die ganze Gegend sich wieder an die Hungarn ergeben hätten.“ So war man „also zufrieden“, dass wegen des Kreuzzugs unter päpstlicher Vermittlung ein Frieden mit Ungarn zustande kam. – Den Anteil der Venezianer an diesem Kreuzzug schildert LeBret ungetrennt von den Vorgängen in Byzanz („In Asien hatten sich indessen zwo Veränderungen zugetragen, welche einen Einfluß in das venezianische Staatssystem hatten.“, S. 387). Das Motiv zur Belagerung der syrischen Handelsstadt beschreibt der Autor vereinfachend: „Der Handlungsgeist vermochte sie, Antheil an einer Eroberung zu nehmen, zu welcher sie sich niemals als aus Eigennutze entschlossen haben.“ (S. 389). Bei ihm trafen die Venezianer eher zufällig auf die pisanische Flotte, die auf demselben Weg war. Die Belagerer finden bei ihm ein klares Urteil: „so sehr erschüttert sich die Menschlichkeit, wenn sie die Grausamkeit der Christen und ihren schändlichen Geldgeiz betrachtet, der auch in den Eingeweiden der Todten Gold suchet“ (S. 390). Der „einzige Ruhm“ der Venezianer bestand demnach darin, „daß sie in der Belagerung bis an das Ende standhaft beharret“. Nach der Eroberung und der Einrichtung ihres Händlerquartiers kehrten sie zurück. Als die Venezianer die Pilger zurückließen, die die Überfahrt nicht finanzieren konnten, stattete sie Saladin aus: „So beschämete ein Kurde die venetianischen Kaufmannsseelen!“ (S. 391). Der Doge hingegen „liebete die Ruhe und sein Alter war so abgemattet, daß er glänzender Handlungen unfähig wurde.“ Als die Flotte heimkehrte, erklärte er seinen Rückzug ins Kloster. „Man hatte keine Ursache ihn zu beklagen; denn er hatte ein Mönchenherz auf den Thron gebracht.“ (S. 391).

### Nachwirken der venezianischen historiographischen Tradition, moderne Geschichtsschreibung

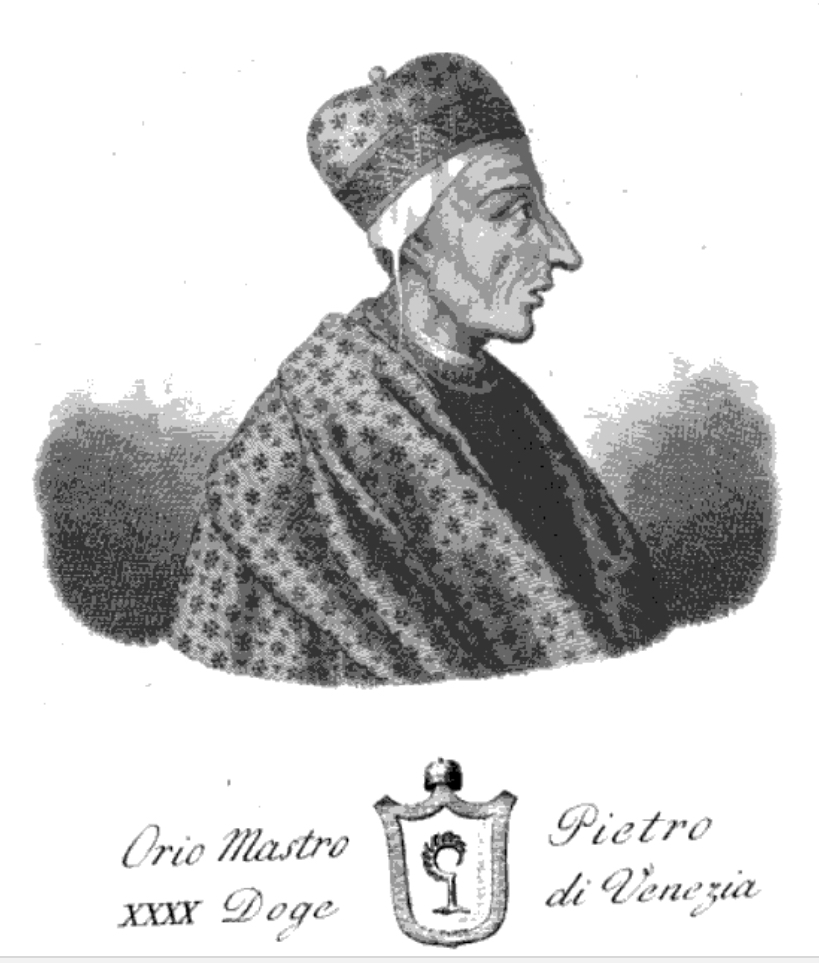
Phantasiedarstellung des Dogen „Orio Mastro Pietro“ aus der Zeit vor 1834, Antonio Nani: Serie dei Dogi di Venezia intagliati in rame da Antonio Nani. Giuntevi alcuni notizie biografiche estese da diversi, Bd. 1, Merlo, Venedig 1840, o. S. (Google Books)

Weniger erzieherisch-moralisierend als LeBret, dafür mit nationalerem Grundton versehen, deutete Samuele Romanin die zu dieser Epoche schon weniger dürftigen Quellen; zudem zog er eine Reihe von nicht edierten Handschriften aus den venezianischen Archiven und Bibliotheken heran. Dabei übernahm er allerdings unkritisch sehr viel spätere Angaben aus Manuskripten, die er eingesehen hatte, insbesondere was die innere Verfasstheit Venedigs anbetrifft. Zugleich nutzte er gelegentlich byzantinische Chroniken. In jedem Falle bemühte er sich noch mehr, die Hinweise auf das Leben des Dogen in den weiteren historischen Zusammenhang einzuordnen, wie er im 1854 erschienenen zweiten der zehn Bände seiner Storia documentata di Venezia zeigte.
Als Gesandter trat „Aurio Mastropiero“ (gemeinsam mit „Aurio Daurio“) im September 1175 am Hof Wilhelms von Sizilien auf, mit dem ein Vertrag auf 20 Jahre zustande kam. Dabei betont Romanin den freien Handel für die Venezianer, die Halbierung der Abgaben, die Rechtssicherheit, vor allem aber, dass Piraten und diejenigen, die mit Byzanz handelten, aus dem Normannenreich ausgeschlossen sein sollten (S. 98). Schon unter Vitale Michiel II., dem 1172 ermordeten Vorgänger Sebastiano Zianis, war er einer derjenigen gewesen, die mit Anleihen zur Finanzierung des Krieges gegen Byzanz beigetragen hatten. Ziani, der am 12. April 1178 ins Kloster ging, habe kurz vor seinem Tod das Wahlrecht für seinen Nachfolger geändert. Nun sollte der Große Rat vier Elektoren bestimmen. Diese waren Enrico Dandolo, der spätere Doge, Stefano Vioni, Marin Polani und Antonio Navigaioso. Angesichts der wachsenden Macht der Sarazenen habe Orio Mastropiero als erste Maßnahme die Ausfuhr von Holz und anderer Kriegsgüter untersagt. Von größerer Bedeutung war jedoch der Tod Kaiser Manuels I. im Jahr 1180, dessen Sohn und Nachfolger Alexios II. bereits zwei Jahre später gestürzt wurde. Der neue Kaiser Andronikos ließ durch seine Paphlagonier ‚ohne Mitleid‘ die Lateiner am Goldenen Horn niedermachen, ‚es gab keine Gewalttat, die diese Barbaren nicht begangen hätten‘ (S. 125). König Wilhelm versprach als erster, ‚den Tyrannen zu bestrafen‘, seine Flotte eroberte kurzerhand Durazzo an der albanischen Küste, dann zog die Armee Richtung Thessaloniki, wo sich Taten abspielten, die den Leser ‚erschaudern‘ ließen. Währenddessen brandschatzten die Lateiner, unter ihnen Venezianer, die Dardanellen und die Küsten des Marmarameeres, die Normannen rückten bald auf Konstantinopel vor. Dort wurde Andronikos überraschend gestürzt, ihm folgte als Kaiser Isaak II. Angelos. Dennoch marschierten die Lateiner weiter auf die Hauptstadt vor. Aber sie wurden von byzantinischen Einheiten unter Alexios Branas besiegt (Schlacht von Demetritzes). Dies hing wiederum damit zusammen, wie Romanin feststellt, dass Isaak, in weiblicher Linie mit den Komnenen verwandt, mit den venezianischen Unterhändlern Ottaviano Querini und Pietro Michiel zu einem Vertragsabschluss gelangt war. Die vertraglichen Bedingungen seiner Vorgänger sollten wiederhergestellt und es sollte für Wiedergutmachung für seit 1171 erlittene Schäden gesorgt werden. Romanin verschweigt, dass die Normannen, genau wie später Enrico Dandolo, einen venezianischen Thronprätendenten benutzen wollten, um Byzanz zu erobern, in diesem Falle sogar gleichfalls einen Alexios Komnenos, in diesem Falle einen Urenkel von Kaiser Johannes II. (S. 126 f.). Venedig sollte dem Kaiser für den Notfall 40 bis 100 Galeeren zur Verteidigung stellen. Die weit reichenden Vereinbarungen gestatteten es Venedig, sich wieder Zara zuzuwenden, das sich erneut den Ungarn unter König Bela III. unterstellt hatte. So wurde 1187 eine Anleihe aufgelegt, abgesichert durch die Salz- und Öleinnahmen Venedigs sowie durch die Grafschaft Ossero, um einen Kriegszug zu finanzieren. 12 Jahre lang sollten alle vier Monate Rückzahlungen erfolgen. Ähnlich lautende Verpflichtungen nahmen die Prokuratoren von San Marco auf sich, für die eine Reihe von Venezianern Schiffe stellen sollten. Man habe also zugunsten einer wirtschaftlichen Erholung, so Romanin, bevorzugt auf die Ressourcen der Vermögenden zurückgegriffen (S. 130). Doch nun habe sich die Belagerung von Zara, tapfer verteidigt durch die Ungarn, hingezogen. Am Ende hätten die schlechten Nachrichten aus dem Heiligen Land die Belagerer dazu veranlasst, ihre Kräfte dorthin zu verlagern und mit Zara zu einem zweijährigen Vertrag zu kommen. Die Gefahr ging demnach von Saladin aus, dem „formidabilissimo nemico a' Cristiani“. Für Romanin lag die Schwäche der beinahe ruinierten Kreuzfahrerstaaten auf der Hand: ‚schwache Könige, unfähig zu gehorchen, auf ihre Kastelle verstreute, präpotente Barone, ohne Einigkeit ohne Plan, ohne Einigkeit im Vorgehen; Streit zwischen den zuerst und den zuletzt Angekommenen, Düpierung der Frauen, exzessiver Einfluss des Klerus, Soldateskagewalt, die nicht mehr bescheidenen und wohltätigen Templer und Hospitaliter, hochmütig und gefräßig … die Gebräuche aller Klassen äußerst verkommen‘ (S. 150). Nach dem Verlust Jerusalems an Saladin schlossen sich die italienischen Städte zusammen, der Doge rief für Ostern 1189 alle Venezianer zurück, um sich für einen Kreuzzug bereitzuhalten, was für Romanin aus dem „Cod. LXII cl. XIV lat. alla Marciana“ hervorgeht. Auch die Könige von Frankreich und England nahmen das Kreuz, ebenso wie ‚der alte‘ Friedrich Barbarossa (S. 151). Die Venezianer wahrten dabei, so der Autor, ihre Vorteile, denn schon 1183 hatten sie einen Vertrag zur Sicherung ihrer Privilegien mit Antiochia abgeschlossen, und von den Führern der Kreuzfahrer ließen sie sich nun die Vorrechte aus der Zeit König Balduins I. bestätigen. 1191 schlossen sie zudem einen entsprechenden Vertrag mit Ferrara ab. Die von Zianis Vorgänger verstärkte Kontrolle über die wichtigen Gewerbe, wie den Salz- und den Getreidehandel, verstärkte Mastropiero, indem er Chioggia die Ausfuhr von Salz untersagte und den Verkauf nur noch über Venedigs Beauftragte zuließ – hier nennt Romanin in einer Fußnote als Beleg den „Cod. LXXI cl. XIV lat. alla Marciana“ (S. 135, Fußnote 1). Gleichzeitig beanspruchte Venedig nun das Monopol über den Salzhandel in der Adria. Daneben wurde der Getreidehandel zur ‚Quelle allergrößten Gewinnes‘ (S. 135 f.). Bei der Binnenorganisation sei ein weiteres Gremium entstanden, nämlich die Quarantia. Der Doge und seine Räte waren also diejenigen, die als erste Vorschläge unterbreiten durften, Pregadi und Quarantia wurden zu beratenden Gremien, der Große Rat traf schließlich die Entscheidungen, so Romanin. Die herausragenden Männer, die die Vierzig bildeten, bewirkten, dass vor ihnen bald die Gesandten Bericht erstatteten, in Zivilangelegenheiten wurden sie zur obersten Instanz, in Strafsachen sprachen sie Urteile. Daneben erwähnt Romanin eine durch den anwachsenden Handel bedingte Ausweitung von Berichten, Verträgen, Streitigkeiten mit den Nachbarn (wohl ohne die weitreichenden Veränderungen durch den verstärkten Einsatz spezifischer Schriftkommunikationsformen zu erkennen). Auch hier projiziert Romanin, ähnlich wie schon bei den beiden Vorgängern Mastropieros, anhand älterer Geschichtswerke die späteren Einrichtungen in die Vergangenheit zurück. Die „Giudici e Avogardori del Comune“ belegt er zwar mit einem Dokument aus dem Jahr 1187, nämlich wieder anhand des von ihm mehrfach zitierten „Cod. LXXI cl. XIV lat. alla Marciana“ (S. 138). Doch dass diese Verteilung der Macht auf mehrere, so der Autor, von allen anderen Mächten der Zeit absteche, bei denen sich die Entscheidungsgewalt zunehmend in den Händen Einzelner geballt hätte, lässt sich daraus nicht ableiten. Auch sei jeder vor dem Gesetz gleich gewesen, wie der Autor behauptet, unabhängig von Klasse oder Familienzugehörigkeit („non faceva alcuna distinzione di classi o di stirpi“). Im Gegensatz zu vielen anderen Städten habe Venedig darüber hinaus den Handwerkern zugleich große Freiheiten belassen. Romanins Erzählung von der Stabilität, Gerechtigkeit und Freiheit der Venezianer wird damit in klaren Worten fortgeschrieben.
Dieser Mythos wurde noch lange gepflegt. In seinem Il Palazzo ducale di Venezia von 1861 vermerkt Francesco Zanotto, dass es zwei Traditionen gebe, die erklären sollten, wie es zur Änderung des Wahlmodus kam. Der Chronist Daniele Barbaro erklärte dies durch eine Versammlung der Pregadi, zu der noch am Ende seiner Herrschaft der Doge Sebastiano Ziani eingeladen habe, während andere Chronisten nur den Beschluss nennen. Die vier Männer, die die vierzig Elektoren bestimmen sollten, waren auch bei ihm Enrico Dandolo, Stefano Viani, Marin Polani und Antonio Navigaioso. Die Vierzig wählten am 17. April 1178 Orio Mastropiero. Zanotto berichtet zunächst, wie Kaiser Manuels Sohn Alexios gestürzt wurde, und wie die Lateiner – hier wegen ihres Bündnisses mit Alexios – mit aller Grausamkeit verfolgt wurden. Die Flüchtlinge nährten wiederum den Ruf nach Rache („vendetta“). Der Normannenkönig Wilhelm habe sich an deren Spitze gesetzt, Durazzo und Thessaloniki erobert, um auf Konstantinopel zu marschieren, während andere Lateiner, wie die Venezianer, Propontis und Hellespont mit Feuer und Schwert überzogen. Doch mit dem Sturz des Kaisers endete auch dieses Unternehmen. Die Venezianer zogen sich mit ihren 40 Schiffen zurück, ein neuer Vertrag erkannte ihre Privilegien in einem wankenden Reich an. Dann streift Zanotto die Niederlage im Kampf um Zara. 1187 legte man eine Anleihe auf, die aus den Einnahmen aus Salz, der Münze (Zecca) und der Contea di Ossaro bedient werden sollte – mit versprochener vierteljährlicher Zahlung (S. 110). Um einige Venezianer zur Ausstattung von Schiffen zu bewegen, wurden die Güter von San Marco, der Staatsschatz, der Kataster und alle Kirchengüter belastet. Doch die Belagerung scheiterte an der Unterstützung Belas und schließlich wurde unter Vermittlung des Papstes, auch hier wegen Saladin, ein zweijähriger Frieden geschlossen. Angeblich unter Hintanstellung des Hasses und der alten Streitigkeiten schickten die italienischen Kommunen Leute nach Palästina. Die „die Blüte der Fürsten und Krieger … nahm das Kreuz“. Der Doge rief die Venezianer nach Venedig, um das Kreuz zu nehmen und eine Flotte auszustatten, die auch viele Italiener, darunter den Bischof von Ravenna transportierte. Bei all den Kämpfen vergaß Venedig keineswegs seine Privilegien. 1183 wurden die älteren Abmachungen mit Antiochia bestätigt, ebenso in Jerusalem (das allerdings verloren war) und auch mit Ferrara kam 1191 ein neues Abkommen zustande. Nach innen, so der Autor, schufen die Venezianer Ordnung, wie sie gewöhnlicherweise nach außen für ihr Wohl sorgten. So wurden als neue Magistraturen die „Avvogadori del Comune“ – die unter dem 7. November 1187 als „Giudici del Comun“ erscheinen, namentlich ‚Manasse Badoaro, Jacopo Navigaioso und Filippo Faliero‘ –, dann seit 1179 der Rat der Vierzig, oder die Quarantia – bei Zanotto wird nur der Vorsitz durch den Dogen und den Kleinen Rat erwähnt und damit suggeriert, diese hätten das Gremium geführt – und der „Magistro del Forestiero“, der sich um Handelsstreitigkeiten mit Nichtvenezianern kümmern sollte. Dann sei der Doge dem Beispiel seines Vorgängers gefolgt und zurückgetreten. Er sei ins Kloster S. Croce in Luprio gegangen, wo er bald gestorben und wo er auch beigesetzt worden sei. Schließlich, wie üblich bei Zanotto, listet er auf, welche Kirchen zur Zeit der Herrschaft des Dogen errichtet wurden. Kurz notiert er die Rückkehr der Pest im Jahr 1182.
Quellenkritisch versierter argumentiert Heinrich Kretschmayr 1905 im ersten Band seiner dreibändigen Geschichte von Venedig, und er sieht dabei Orio Mastropiero den heftigen Umstürzen in Italien und in Byzanz in keiner Weise gewachsen. Nach ihm wurde Orio Mastropiero oder „Aureus Magisterpetrus“ bereits zwei Tage nach dem Tod seines Vorgängers, am 14. April 1178, von den Vierzig gewählt. Er habe bis „März(?) 1192“ geherrscht. „Es heißt, er sei schon im Jahre 1172 dafür in Vorschlag gekommen, habe aber damals abgelehnt; ein reicher Mann, wie es scheint, ohne persönliches Gewicht.“ Für den Autor wurde zunächst im Herbst 1180 der Vertrag mit Pisa auf fünf Jahre geschlossen, 1185 um zehn Jahre verlängert. Venedig musste demnach den Pisanern wieder den Zugang zum Markt von Ancona einräumen, „obwohl die Feindseligkeiten von dorther andauerten und alsbald wieder trotz aller Verträge bei Pisa Unterstützung fanden.“ Dann wendet sich Kretschmayr der „Periode wilder Thronwirren und Entzweiungen“ (S. 269) in Byzanz zu. Dabei brachte für ihn eine „nationalgriechische Bewegung gegen das lateinerfreundliche Herrscherhaus“ den Sturz des Alexios zu Stande und Andronikos „zur Kaiserwürde“. Dieser war „hochbegabt, aber in ungezügelten Leidenschaften entartet“. „Unter den lateinischen Kolonisten der Reichshauptstadt wurde ein Blutbad angerichtet“, „in einer Grauentat ohnegleichen“ kamen 60.000 Menschen ums Leben (S. 270). Viele entkamen, „verwüsteten die Küsten der Propontis und des Hellespontes, riefen in Deutschland, Frankreich, Ungarn und Italien zur Rache auf.“ Doch, so Kretschmayr, „den venezianischen Quellen ist weder von jenen Greueln noch von einer dafür geübten Vergeltungsfahrt bekannt.“ – König Bela von Ungarn drängte 1183 die „griechische Herrschaft in Dalmatien endgültig“ zurück, nahm den Venezianern Zara wieder ab – das nach anderen Autoren gar nicht wieder venezianisch geworden war – und marschierte bis Sofia. Doch stehe dies alles „nur zum Teile mit dem Lateinermorde in Zusammenhang“. Der Angriff der Normannen mit angeblich 200 Schiffen erfolgte erst im Frühsommer 1185, am 24. August fiel „das reiche Thessaloniki“. Am 12. September wurde der Kaiser in Konstantinopel ermordet. Ihm folgte ein Urenkel Kaiser Alexios I. „von der Mutter her“, Isaak Angelos auf dem Thron. – Als Bela 1183 Zara besetzte, beschossen die Zaresen die venezianische Flotte mit Pfeilen, ein Schreiben, so Kretschmayr, „das der Doge nach Zara abgehen ließ, klingt wie eine begütigende Entschuldigung“ (S. 272). 1186 wurde die Stadt durch die Ungarn neu befestigt, im Sommer fuhr eine venezianische Flotte unter Führung von Petrus Marco vergebens gegen Zara. Zugleich fiel Ragusa an die Normannen, Traù „sehr wahrscheinlich“ an die Ungarn. Da Venedig „alle Aufmerksamkeit den sehr bedeutsam veränderten Verhältnissen in Syrien zuwenden“ musste, schloss es einen „allzweijährig zu erneuernden Waffenstillstand“ mit Ungarn. – Das „Kreuzheer“ Barbarossas überquerte Ostern 1190 den Hellespont. „Venedig blieb die schwere Wahl erspart.“ Nur knapp reiht der Autor die Ereignisse des Kreuzzugs auf, darunter „die opferreiche Belagerung und Eroberung von Akkon“. Die Venezianer „hielten ihre Schiffe von Tyrus und Akkon – natürlich, dort war ein ‚Drittel‘ zu verlieren, eines zu gewinnen –, ließen sich noch am 7. Mai 1191 vor Akkon von Konrad von Montferrat, dem neuen König, ihre herkömmlichen Rechte zusichern.“ „Im März 1190 hat man venezianische Proviantschiffe vor Gallipoli am Hellespont förmlich zwingen müssen, ihre nach Griechenland bestimmte Sendung – doch wohl nicht ohne Entgelt – den Kreuzfahrern zu überlassen“ (S. 274). Im Gegensatz dazu, so der Autor, waren Pisa und Genua von Anfang an energisch für den Kreuzzug eingetreten. König Heinrich bestätigte ihnen am 1. Mai 1191 ihre alten Rechte, „die sich in ausdrücklichen Bestimmungen gegen Venedig richteten“ und im Frühjahr 1192 bestätigte auch Byzanz die Privilegien. Zum Ende der Herrschaft des Dogen resümiert Kretschmayr: „Das war die Lage im Jahre 1192: die dalmatinische Herrschaft Venedigs fast zerstört, seine adriatische Interessensphäre durch die Feindseligkeiten der von Pisa aus geförderten Anconitaner, der Etschhandel gleichzeitig durch die Veronesen gefährdet, in Griechenland der Kaiser Isaak … seines Thrones wenig sicher und überdies unzuverlässig“, der „Wiederausbruch der Feindseligkeiten“ mit Pisa „nach Ablauf des bestehenden Waffenstillstandes war fast mit Sicherheit vorauszusagen. Und über dies alles: in den Landen Friedrich Barbarossas und Wilhelms von Sizilien gebot … Kaiser Heinrich VI.“ Das „ganze große Verkehrsgebiet Venedigs – so war zu fürchten – würde ihm zur Beute werden.“ „Doge Orio Malipiero hatte in der Wirrnis jener Tage längst den Mut verloren, das Steuer des Staatsschiffes weiter zu führen. Er ging im Frühjahr 1192 in ein Kloster und starb wenig später dort als Mönch.“ (S. 275).
John Julius Norwich konstatiert lakonisch in seiner 1977 erstmals erschienenen History of Venice, der Doge habe das Unglück gehabt, zwischen den bedeutendsten Dogen Venedigs geherrscht zu haben: „Orio Mastropiero's record in the fourteen years of his dogeship is far from negligible. If he still strikes one as being somehow colourless, he is not altogether to blame; for it was his misfortune to fill a gap between the two greatest Doges of the medieval Republic and the two most momentous chapters in its history“. Für den Autor war Mastropiero schon bei der Wahl „an elderly diplomatist who had served on embassies to Palermo and Constantinople“. Er war kein „man of foreign adventures“ (S. 123). In seiner Zeit höre man zum ersten Mal von der Quarantia, die ihren Anfang als Beratungsgremium nahm.

### Geschichtsschreibung
- Ester Pastorello (Hrsg.): Andrea Dandolo, Chronica per extensum descripta aa. 460-1280 d.C., (=Rerum Italicarum Scriptores XII,1), Nicola Zanichelli, Bologna 1938, S. 250, 260, 262, 266, 268–272, 389, 547. (Digitalisat, S. 266)
- Ester Pastorello (Hrsg.): Chronica brevis (=Rerum Italicarum Scriptores XII,1), Nicola Zanichelli, Bologna 1938, S. 366.
- Roberto Cessi, Fanny Bennato (Hrsg.): Venetiarum historia vulgo Petro Iustiniano Iustiniani filio adiudicata, Venedig 1964, S. 118 f., 122 f., 128–131, 133, 144 f., 282, 344.
- Alberto Limentani (Hrsg.): Martin da Canal, Les estoires de Venise: cronaca veneziana in lingua francese dalle origini al 1275, Olschki, Florenz 1972, S. 45.
- Marino Sanudo: Le vite dei dogi, hgg. von Giovanni Monticolo, (= Rerum Italicarum Scriptores XXII,4), 2. Aufl., Città di Castello 1900, S. 36, 263, 277–281, 283, 286, 301.
- Marcantonio Coccio Sabellico: Historiae rerum Venetarum ab urbe condita libri XXXIII, Basel 1556, S. 185, 189 f., 207, 210 (Digitalisat, ab S. 171 schlecht eingescannet).

### Urkunden, Promissioni
- Raimondo Morozzo della Rocca, Antonino Lombardo (Hrsg.): Documenti del commercio veneziano nei secoli XI–XIII, 2 Bde., Turin 1940, Bd. I, S. 113, 321, 395, 415.
- Raimondo Morozzo della Rocca, Antonino Lombardo (Hrsg.): Nuovi documenti del commercio veneziano nei secoli XI–XIII, Turin 1953, S. 9, 11.
- Luigi Lanfranchi (Hrsg.): S. Giorgio Maggiore, Bd. II, Venedig 1968, S. 451.
- Gisella Graziato (Hrsg.): Le promissioni del doge di Venezia dalle origini alla fine del Duecento, Venedig 1986, S. VII, X f., XV.[19] auf der Unterseite von Silvia Gasparini: PAX TIBI MARCE. Venice: government, law, jurisprudence / Venezia: istituzioni, diritto, giurisprudenza, bei Ariel & Caliban (PDF)[20]